# Puzzle and Action: Sando-R
Puzzle and Action: Sando-R (サンドアール, aussi connu sous le nom Puzzle & Action: Treasure Hunt) est un jeu vidéo développé par Sega en 1995 sur borne d'arcade. Ce jeu fait partie de la série Puzzle and Action comprenant quatre épisodes.
Les jeux proposent une succession de mini-jeux mettant en œuvre la logique et/ou les réflexes dans une ambiance décalée.

## Accueil
- Sega Saturn Magazine : 7,33/10[2]